# Serenade of the Seas
El Serenade of the Seas es un crucero de la clase Radiance operado por Royal Caribbean International. Entró en servicio en el año 2003. 
El 21 de octubre de 2021, Royal Caribbean anunció que el Serenade of the Seas navegará en un itinerario de 274 días, el más largo ofrecido por cualquier línea de cruceros, llamado "Ultimate World Cruise". Tiene previsto partir de Miami el 10 de diciembre de 2023 y visitará 65 países, incluidos Marruecos, Australia y Brasil. Los precios para invitados oscilan entre los 61.000 y los 112.000 dólares estadounidenses.